# Anna Malukhina
Anna Ivanovna Malukhina (russe : Анна Ивановна Малухина), née Malakhova (russe : Малахова) le 21 décembre 1958 à Moscou (RSFS de Russie), est une ancienne tireuse sportive soviétique d'origine russe. Elle est double championne du monde en 1994 et médaillée de bronze olympique en 1988.

## Palmarès

### Jeux olympiques
- Jeux olympiques d'été de 1988 à Séoul ( Corée du Sud) :
  -  médaille de bronze à la carabine à air comprimé à 10 m

### Championnats du monde
- Championnats du monde 1994 à Milan ( Italie) :
  -  médaille d'or en carabine trois positions à 50 m en individuel
  -  médaille d'or en carabine trois positions à 50 m par équipes
  -  médaille d'or en fusil à petit calibre par équipes
  -  médaille d'argent en fusil à air comprimé à 10 m par équipes
- Championnats du monde 1990 à Moscou ( Union soviétique) :
  -  médaille de bronze en fusil à air comprimé à 10 m par équipes
- Championnats du monde 1989 à Sarajevo ( Yougoslavie) :
  -  médaille d'argent en fusil à air comprimé à 10 m par équipes
  -  médaille d'argent en fusil à air comprimé à 10 m en individuel
- Championnats du monde 1987 à Budapest ( Hongrie) :
  -  médaille de bronze en fusil à air comprimé à 10 m par équipes
- Championnats du monde 1986 à Suhl ( Allemagne) :
  -  médaille de bronze en fusil à air comprimé à 10 m par équipes